# Aiuruoca
Aiuruoca est une municipalité de l'État du Minas Gerais au Brésil.
Sa population était estimée à 6 173 habitants en 2010, elle s'étend sur 650,069 km2.
Elle fait partie de la Microrégion d'Andrelândia dans la Mésorégion de Sud et Sud-Ouest du Minas.

## Maires
| Période | Période | Identité          | Étiquette | Qualité |
| ------- | ------- | ----------------- | --------- | ------- |
| 2009    | 2012    | José Nelson Lopes | PSDB      |         |